# 312 f.Kr.
| 312 f.Kr.          |
| ------------------ |
| Dødsfald - Fødsler |

## Begivenheder
- 1. oktober – Den seleukidiske tidsregning indledes efter at den makedoniske hærfører Seleukos 1. Nikator erobrer Babylon.

## Sport
| År | Spire Denne artikel om et år, årti, århundrede eller årtusinde er en spire som bør udbygges. Du er velkommen til at hjælpe Wikipedia ved at udvide den. |